# Heilig Hartbeeld (Deurne)
Het Heilig Hartbeeld is een standbeeld in de Nederlandse plaats (Deurne), in de provincie Noord-Brabant.

## Achtergrond
In de jaren 1920 werd naast de Sint-Willibrorduskerk een Heilig Hartkapel gebouwd. Pas in 1933 werd, ter gelegenheid van het veertigjarig priesterfeest van pastoor Hendrik Roes (1864-1941), in de kapel een Heilig Hartbeeld geplaatst. Het beeld is ontworpen door August Hermans en uitgevoerd in het Bossche atelier Van Bokhoven en Jonkers. De kapel werd in de eerste helft van de jaren zestig afgebroken en het beeld verhuisde. In 1993 kwam het aan de Kruisstraat te staan. Het beeld is herhaaldelijk vernield en weer gerestaureerd.

## Beschrijving
Het zandstenen beeld toont Christus ten voeten uit, gekleed in gedrapeerd gewaad en omhangen met een mantel. Hij heeft zijn beide handen, met daarin de stigmata, naar voren gestoken. Op zijn borst prijkt het Heilig Hart, omwonden door een doornenkroon en bekroond met een kruis.
Het beeld staat op een betonnen sokkel, waarvan het Latijnse randschrift luidt rex clementissime (eerbiedwaardige koning).